# Agave inaguensis
Espèce
Agave inaguensis est une espèce de plantes à fleurs de la famille des Asparagaceae (sous-famille des Agavaceae) et du genre des Agaves.

## Description
Plante succulente, Agave inaguensis présente des feuilles vert-blanchâtre, plates, oblongues ou légèrement oblancéolées, lisses, avec des bords munis d'épines (triangulaires) assez serrées (tous les 2 à 3 mm) le long de la bordure noirâtre et se finissant par une épine terminale. Elles mesurent de 40 à 60 cm de longueur et environ 6 à 9 cm de largeur maximales. De manière occasionnelle, la plante produit une hampe florale avec des fleurs jaunes.
L'espèce est récoltée pour la première fois en 1904 par le botaniste américain George Valentine Nash sur l'île de Little Inagua – qui lui donne son nom – aux Bahamas mais a été décrite comme espèce à part entière en 1913 par le botaniste américain William Trelease.

## Distribution et habitat
L'espèce est originaire des Bahamas et des îles britanniques Turques-et-Caïques), en particulier South Caicos, où elle vit dans les milieux ensoleillés et drainés orientés vers le sud.

## Synonymes et variétés
L'espèce ne présente pas de synonyme.